# Aeroportul Basongo
Aeroportul Basongo (IATA: BAN, ICAO: FZVR) este un aeroport din Kasaï occidental⁠(d), Republica Democratică Congo.
Situat la o altitudine de 405 m, aeroportul dispune de 1 pistă.

## Infrastructură

### Piste
Aeroportul dispune de o singură pistă. Pista are orientarea 08/26. 